# Elspis

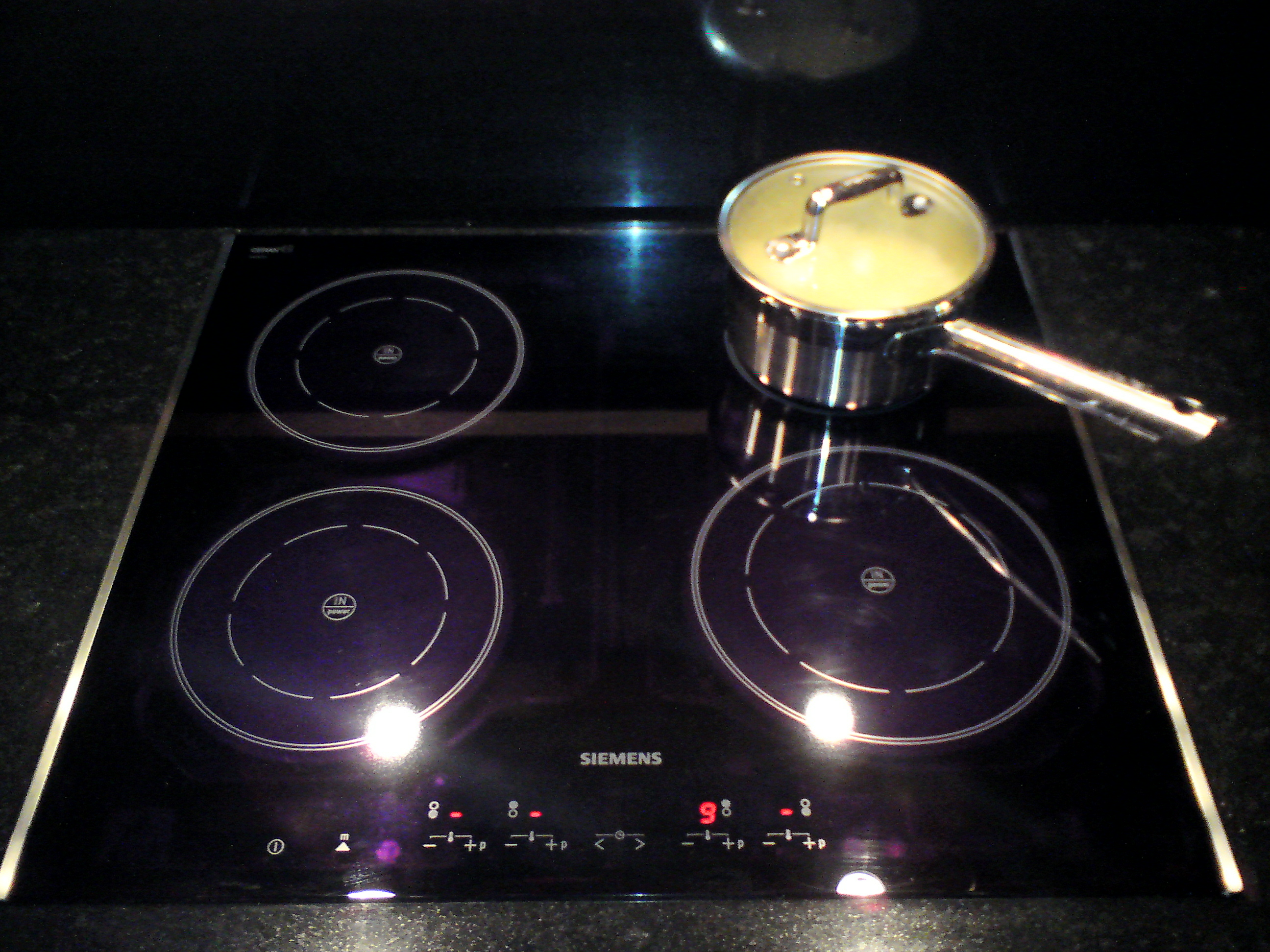
Induktionshäll

En elspis är en spis som drivs med elektricitet. Den hör till de hushållsmaskiner som har högst effektförbrukning. De har i regel en kabel för trefas, ofta med ett anslutningsdon kallat Perilex. En elspis kan förutom vanliga värmeplattor ha häll med gjutjärnsplattor, keramikhäll eller induktionshäll.
Elspisar har en till två ugnar. Spis utan ugn kallas spishäll och är ofta infälld i en köksbänk.
Elspis räknas som vitvara.
Elspisen började användas i Sverige på 1930-talet. Den ansågs då som en stor lyx, delvis p.g.a. smidigheten, men även på grund av renligheten den medförde i köket. 
Exempel på tillverkare av elspisar:

- AEG
- Beko
- Bosch
- Cylinda
- Electrolux
- Electro-Helios
- Hoover
- Husqvarna
- Kenny
- Kenwood
- Miele
- UPO
- Whirlpool
- Zanussi